# Nello Sforacchi
Nello Sforacchi, né le 9 avril 1922 à Scandiano (Émilie-Romagne) et mort le 6 octobre 2016 à Magny-les-Hameaux, est un coureur cycliste italien. Professionnel de 1947 à 1958, il a disputé le Tour de France en 1948 et 1950.

## Palmarès
- 1947
  - 3e de la Coppa Caivano
- 1949
  - Paris-Mantes
  - Lons-le-Saunier-Genève-Lons-le-Saunier :
    - Classement général
    - 1re étape

  - 7e, 12e et 13e étapes du Tour d'Algérie
  - 5e étape du Giro dei Tre Mari
  - 2e de Paris-Bourges
  - 2e du Tour de Luxembourg
  - 2e de la Coppa Agostoni
- 1950
  - Paris-Dreux
  - 2e du Grand Prix de Wallonie
  - 2e de Liège-Courcelles
  - 5e du championnat du monde de cyclo-cross
- 1951
  - 2e de la Polymultipliée lyonnaise
  - 2e du Tour de la Charente-Maritime
  - 2e du Grand Prix de Thizy
  - 3e du Grand Prix du Pneumatique
- 1954
  - 2e de Bourg-Genève-Bourg
  - 3e du Tour du Tessin
- 1955
  - 2e de Rennes-Basse-Indre

## Résultats sur les grands tours

### Tour de France
2 participations
- 1948 : abandon (3e étape)
- 1950 : éliminé (12e étape)

### Tour d'Italie
- 1950 : 39e